# Четрдесет девета изложба УЛУС-а (1970)
Четрдест девета изложба УЛУС-а одржала се у Београду у периоду од 22. маја до 7. јуна 1970. године. Изложба је приказана у галеријском простору Удружења ликовних уметника Србије односно у Уметничком павиљону "Цвијета Зузорић". Плакат за изложбу и насловну страну каталога израдио је Миодраг Вујачић–Мирски. Ова изложба је обухватала две теме – човек и машта.

## Уметнички савет

### Сликарство
- Ђорђе Бошан
- Властимир Дискић
- Светозар Ђорђевић
- Мома Марковић
- Бранислав Протић
- Војислав Тодорић

### Вајарство
- Миодраг Поповић
- Никола Јанковић
- Вида Јоцић
- Момчило Крковић
- Ото Лого

### Графика
- Бранислав Макеш
- Вукосава Драговић
- Стеван Кнежевић

## Жири
Жири за додељивање награда на овој изложби чинили су следћи уметници:
- Ђорђе Бошан
- Ангелина Гаталица
- Милан Мартиновић
- Бора Иљовски
- Иван Табаковић
- Иван Вучковић
- Братислав Стојановић

## Излагачи
На тему човек излагали су следећи уметници:
1. Момчило Антоновић
2. Мирослав Арсић
3. Боса Валић-Јованчић
4. Милан Верговић
5. Милун Видић
6. Мемнуна Вила Богданић
7. Драгиња Влашић
8. Јоана Вулановић
9. Ангелина Гаталица
10. Радоман Гашић
11. Ђорђе Голубовић
12. Радмила Граовац
13. Драган Добрић
14. Вукица Драговић
15. Стеван Дукић
16. Марио Биковић
17. Петар Ђорђевић
18. Светлана Ђорђевић
19. Шемса Ђулизаревић
20. Милан Жунић
21. Бошко Илачевић
22. Љубодраг Јанковић Јале
23. Милица Јелић
24. Слободан Јовић Ети
25. Богомил Карлаварис
26. Надежда Којадиновић
27. Боривоје Којић
28. Даница Кокановић-Младеновић
29. Владимир Комад
30. Чедомир Крстић
31. Богдан Кршић
32. Божидар Лазаревић
33. Радмила Лазаревић
34. Гордана Лазић
35. Ксенија Љубибратић
36. Милан Мартиновић
37. Даница Масниковић
38. Душан Матић
39. Душан Микоњић
40. Радослав Миленковић
41. Душан Миловановић
42. Бранко Миљуш
43. Слободан Михаиловић
44. Савета Михић
45. Раденко Мишевић
46. Саша Мишић
47. Светислав Младеновић
48. Марклен Мосијенко
49. Драгиша Обрадовић
50. Зорка Одаловић
51. Анкица Опрешник
52. Михаило Пауновић Паун
53. Пепа Пашћан
54. Миодраг Петровић
55. Радомир Петровић
56. Томислав Петровић
57. Ратомир Пешић
58. Божидар Продановић
59. Миомир Радовић
60. Милутин Радојчић
61. Влаимир Рашић
62. Нусрет Салихамиџић
63. Мира Сандић
64. Анета Светиева
65. Бранко Станковић
66. Миодраг Станковић
67. Милица Стевановић
68. Стеван Стојановић
69. Трајко Стојановић
70. Милорад Ступовски
71. Емра Тахир
72. Невена Теокаровић
73. Халил Тиквеша
74. Дмитар Тривић
75. Мирко Тримчевић
76. Стојан Трумић
77. Петар Ћурчић
78. Петар Убовић
79. Реџеп Фери
80. Ђорђије Црнчевић
81. Милан Четник
82. Божидар Џмерковић
83. Мила Џокић

На тему машта излагали су селећи уметници:
1. Михаил Беренђија
2. Милан Бесарабић
3. Љиљана Блажеска
4. Павле Блесић
5. Олга Богдановић Милуновић
6. Славољуб Богојевић
7. Војтех Братуша
8. Мира Бртка
9. Здравко Вајагић
10. Милун Видић
11. Војислав Вујисић
12. Драга Вуковић
13. Јоана Вулановић
14. Владимир Георгиевски
15. Ратомир Глигоријевић
16. Милија Глишић Змајевац
17. Оливера Грбић
18. Миливој Елим Грујић
19. Мило Димитријевић
20. Властимир Дискић
21. Емир Драгуљ
22. Живко Бак
23. Заре Ђорђевић
24. Миленко Жарковић
25. Владимир Живанчевић
26. Божидар Здравковић
27. Слободан Иванковић
28. Драгомир Јашовић Јаша
29. Олга Јеврић
30. Вера Јосифовић
31. Светозар Каменовић
32. Смаил Караило
33. Десанка Керечки-Мустур
34. Стеван Кнежевић
35. Божидар Ковачевић
36. Илија Костов
37. Еуген Кочиш
38. Драгомир Лазаревић
39. Милан Лајешић
40. Бранислав Макеш
41. Зоран Мандић
42. Војислав Марковић
43. Мома Марковић
44. Душан Матић
45. Живорад Милошевић
46. Бранко Миљуш
47. Бранимир Минић
48. Слободан Михаиловић
49. Милован Михаиловић
50. Владан Мицић
51. Раденко Мишевић
52. Миша Младеновић
53. Рајна Николић
54. Бранимир Пауновић
55. Стојан Пачов
56. Љубомир Перчинлић
57. Јечена Петровић
58. Татјана Поздњаков
59. Гордана Поповић
60. Бранислав Протић
61. Мирослав Протић
62. Славољуб Радојчић
63. Јован Ркиџић
64. Вера Ристић-Тори
65. Видоје Романдић
66. Милош Сарић
67. Анета Светиева
68. Милић Станковић-од Мачве
69. Милица Стевановић
70. Тодор Стевановић
71. Едуард Степанчић
72. Живојин Стефановић
73. Мирослав Стојановић
74. Зоран Стошић-Врањски
75. Владан Суботић
76. Невена Теокаровић
77. Војислав Тодорић
78. Шандор Торок
79. Стојан Трумић
80. Милош Ћирић
81. Драгана Цигарчић-Беба
82. Славољуб Чворовић
83. Златана Чок
84. Милена Чубраковић
85. Милорад Џелетовић
86. Мила Џокић
87. Добрила Џоџо-Поповић
88. Томислав Шебековић
89. Александар Шиверт
90. Јелисавета Шобер-Поповић

## Награђени
На тему човек награђена је била вајарка Анета Светиева, за скулптуру Попрсје жене, и сликар Чедомир Крстић за слику Жене.
На тему машта био је награђен сликар Здравко Вајагић за слику Предео виђен у подне, и графичар Стеван Кнежевић за графику Лепотица и коњић.
Све ове награде биле су равноправне и износиле су 3000 динара. Откупну награду Културно–просветне заједнице Србије, у висини од 2000 динара, жири је доделио сликару Стојану Пачову за слику Лето.